# 出張!Yagien Ballpark
『出張！ Yagien Ballpark』（しゅっちょう ヤギエン ボールパーク）は、2023年11月4日（3日深夜）より北海道文化放送（UHB）で放送されているバラエティ番組。

## 概要
- 北海道日本ハムファイターズの新球場・エスコンフィールド北海道に開業したEXILE SHOKICHIプロデュースの店「Yagien Ballpark（ヤギエン ボールパーク）」が各地へ出張！出張先の町で料理をふるまい、町の魅力を再発見。さらに、さまざまな企画に挑戦してYagien Ballparkのチーム力を高めていくもの[2]。

- 本番組は2014年5月17日から2023年まで放送された『EXILE TRIBE 男旅』の後継番組[3]。

- 2023年9月にパイロット版として1回放送された[1]。

## 放送時間
| 放送期間                      | 放送時間（JST）                |
| ----------------------------- | ------------------------------ |
| 2023年11月4日 - 2025年3月29日 | 土曜日(金曜深夜) 00:59 - 01:14 |
| 2025年4月5日 -                | 土曜日(金曜深夜) 00:45 - 01:00 |

## 出演者
レギュラー
- EXILE SHOKICHI
- とにかく明るい安村
- コロネケン・束田
- NC8
- 柴田祐里菜 (UHB アナウンサー)[4]

## 関連する番組
- EXILE TRIBE 男旅 - 2023年まで放送されていたエンターテイメント番組。